# Wereldkampioenschappen kunstschaatsen 1934
De Wereldkampioenschappen kunstschaatsen 1934 werden gevormd door drie toernooien die door de Internationale Schaatsunie werden georganiseerd.
Dit jaar vonden de drie kampioenschappen voor de tweede keer in drie steden plaats, in 1927 gebeurde dit voor de eerste keer.
Voor de vrouwen was het de 22e editie. Dit kampioenschap vond plaats op 10 en 11 februari in Oslo, Noorwegen. Het was de vierde keer dat een WK toernooi in Oslo en Noorwegen plaatsvond. In 1923 vond het toernooi voor de paren hier plaats, in 1924 en 1927 het vrouwentoernooi.
Voor de mannen was het de 32e editie. Dit kampioenschap vond plaats op 16 en 18 februari in Stockholm, Zweden. Stockholm was voor de negende maal gaststad, voor Zweden gold dit als gastland.
Voor de paren was het de twintigste editie. Dit kampioenschap vond plaats op 23 februari in Helsinki, Finland. Helsinki was voor de tweede maal gaststad, voor Finland gold dit als gastland. In 1914 vond het mannentoernooi hier plaats.

## Deelname
Er namen deelnemers uit tien landen deel aan deze kampioenschappen. Zij vulden 27 startplaatsen in. Voor het eerst namen er deelnemers uit Denemarken en Polen deel aan het WK. Zij waren het zes- en zeventiende land waarvan ten minste een deelnemer aan een van de WK kampioenschappen deelnam.
(Tussen haakjes het totaal aantal startplaatsen in de drie toernooien.)
| Oostenrijk (5) Noorwegen (5) Duitse Rijk (4) Hongarije (3) Verenigd Koninkrijk (3) | Zweden (2) Verenigde Staten (2) Denemarken (1) Finland (1) Polen (1) |

## Medailleverdeling
Bij de mannen prolongeerde Karl Schäfer de wereldtitel, het was zijn vijfde titel oprij. Het was zijn achtste medaille, in 1927 werd hij derde en in 1928 en 1929 tweede. Ernst Baier legde net als in 1933 beslag op de zilveren medaille, het was zijn vierde medaille, in 1931 en 1932 won hij de bronzen medaille. Erich Erdös veroverde met zijn bronzen medaille zijn eerste WK medaille.
Bij de vrouwen prolongeerde Sonja Henie de wereldtitel, het was haar achtste titel oprij. Ze vestigde hiermee een uniek record, Ulrich Salchow won zijn eerste acht titels bij de mannen met een onderbreking (1901-1905 + 1907-1909). De vrouwen op de plaatsen twee en drie, respectievelijk Megan Taylor en Liselotte Landbeck, behaalden hun eerste medaille.
Bij de paren veroverden Rotter / Szollás voor de derde keer de wereldtitel, in 1931 en 1933 behaalden ze ook de titel. Het was hun vierde medaille, in 1932 werden ze tweede. Het paar Papez / Zwack behaalden net als in 1933 de zilveren medaille, het was hun derde medaille, in 1931 wonnen ze brons. Voor het paar Herber / Baier dat de bronzen medaille behaalde, was het de eerste WK medaille als paar. Voor Baier was het zijn vijfde medaille na zijn vier medailles in het mannentoernooi. Baier was de derde man en de zevende persoon die twee WK medailles in hetzelfde jaar won. Heinrich Burger (1908), Ludowika Eilers (1911), Phyllis Johnson (1912), Herma Szabo (van 1925-1927), Melitta Brunner (1929) en Ludwig Wrede (1929) slaagden hier voor hem in.
| Discipline | Goud                           | Zilver                 | Brons                     |
| ---------- | ------------------------------ | ---------------------- | ------------------------- |
| Mannen     | Karl Schäfer                   | Ernst Baier            | Erich Erdös               |
| Vrouwen    | Sonja Henie                    | Megan Taylor           | Liselotte Landbeck        |
| Paren      | Emília Rotter / László Szollás | Idi Papez / Karl Zwack | Maxi Herber / Ernst Baier |

## Uitslagen
pc = plaatsingcijfer
| #      | naam (deelname)     | land                                      | pc |
| ------ | ------------------- | ----------------------------------------- | -- |
| Goud   | Karl Schäfer (8)    | Vlag van Oostenrijk                       | 7  |
| Zilver | Ernst Baier (4)     | Vlag van Duitsland (1933-1935)            | 26 |
| Brons  | Erich Erdös (2)     | Vlag van Oostenrijk                       | 26 |
| 4      | Markus Nikkanen (5) | Vlag van Finland (1918-1978)              | 26 |
| 5      | Dénes Pataky        | Vlag van Hongarije (1915-1918, 1919-1946) | 28 |
| 6      | Graham Sharp        | Vlag van Verenigd Koninkrijk              | 41 |
| 7      | Elemér Terták       | Vlag van Hongarije (1915-1918, 1919-1946) | 42 |
| 8      | Gail Borden (2)     | Vlag van Verenigde Staten (1912-1959)     | 56 |

| #      | naam (deelname)        | land                                  | pc |
| ------ | ---------------------- | ------------------------------------- | -- |
| Goud   | Sonja Henie (10)       | Vlag van Noorwegen                    | 7  |
| Zilver | Megan Taylor (3)       | Vlag van Verenigd Koninkrijk          | 19 |
| Brons  | Liselotte Landbeck (2) | Vlag van Oostenrijk                   | 20 |
| 4      | Vivi-Anne Hultén (4)   | Vlag van Zweden                       | 28 |
| 5      | Maribel Vinson (5)     | Vlag van Verenigde Staten (1912-1959) | 32 |
| 6      | Grete Lainer           | Vlag van Oostenrijk                   | 48 |
| 7      | Maxi Herber            | Vlag van Duitsland (1933-1935)        | 55 |
| 8      | Nanne Egedius (3)      | Vlag van Noorwegen                    | 55 |
| 9      | Mollie Phillips (2)    | Vlag van Verenigd Koninkrijk          | 59 |
| 10     | Erna Andersen (2)      | Vlag van Noorwegen                    | 73 |
| 11     | Edith Michaelis        | Vlag van Duitsland (1933-1935)        | 70 |
| 12     | Ester Bornstein        | Vlag van Denemarken                   | 82 |
| 13     | Randi Gulliksen (2)    | Vlag van Noorwegen                    | 89 |

| Zes paren uit zes landen namen dit jaar deel aan het WK, waaronder drie debuterende paren. Hiervan nam Ernst Baier al drie keer deel in het mannentoernooi. \| # \| naam (deelname) \| land \| pc \| \| ------ \| ---------------------------------------- \| ----------------------------------------- \| ---- \| \| Goud \| Emília Rotter (5) László Szollás (5) \| Vlag van Hongarije (1915-1918, 1919-1946) \| 12 \| \| Zilver \| Idi Papez (3) Karl Zwack (3) \| Vlag van Oostenrijk \| 14 \| \| Brons \| Maxi Herber Ernst Baier (4) \| Vlag van Duitsland (1933-1935) \| 18 \| \| 4 \| Zofia Bilorówna Tadeusz Kovalsky \| Vlag van Polen (1928-1980) \| 30 \| \| 5 \| Randi Bakke (3) Christen Christensen (3) \| Vlag van Noorwegen \| 32.5 \| \| 6 \| Margit Josephson Anders Palm \| Vlag van Zweden \| 40.5 \| |                                          |                                           |      |
| # | naam (deelname)                          | land                                      | pc   |
| Goud | Emília Rotter (5) László Szollás (5)     | Vlag van Hongarije (1915-1918, 1919-1946) | 12   |
| Zilver | Idi Papez (3) Karl Zwack (3)             | Vlag van Oostenrijk                       | 14   |
| Brons | Maxi Herber Ernst Baier (4)              | Vlag van Duitsland (1933-1935)            | 18   |
| 4 | Zofia Bilorówna Tadeusz Kovalsky         | Vlag van Polen (1928-1980)                | 30   |
| 5 | Randi Bakke (3) Christen Christensen (3) | Vlag van Noorwegen                        | 32.5 |
| 6 | Margit Josephson Anders Palm             | Vlag van Zweden                           | 40.5 |

Medaillewinnaars

Mannen · 
Vrouwen ·
Paren · 
IJsdansen

 Toernooi

1896 · 
1897 · 
1898 · 
1899 · 
1900 · 
1901 · 
1902 · 
1903 · 
1904 · 
1905 · 
1906 · 
1907 · 
1908 · 
1909 · 
1910 · 
1911 · 
1912 · 
1913 · 
1914 · 
1915-1921 · 
1922 · 
1923 · 
1924 · 
1925 · 
1926 · 
1927 · 
1928 · 
1929 · 
1930 · 
1931 · 
1932 · 
1933 · 
1934 · 
1935 · 
1936 · 
1937 · 
1938 · 
1939 ·
1940-1946 · 
1947 · 
1948 · 
1949 · 
1950 · 
1951 · 
1952 · 
1953 · 
1954 · 
1955 · 
1956 · 
1957 · 
1958 · 
1959 · 
1960 · 
1961 · 
1962 · 
1963 · 
1964 · 
1965 · 
1966 · 
1967 · 
1968 · 
1969 · 
1970 · 
1971 · 
1972 · 
1973 · 
1974 · 
1975 · 
1976 · 
1977 · 
1978 · 
1979 · 
1980 · 
1981 · 
1982 · 
1983 · 
1984 · 
1985 · 
1986 · 
1987 · 
1988 · 
1989 · 
1990 · 
1991 · 
1992 · 
1993 · 
1994 · 
1995 ·
1996 · 
1997 · 
1998 · 
1999 · 
2000 · 
2001 · 
2002 · 
2003 · 
2004 · 
2005 · 
2006 ·
2007 ·
2008 ·
2009 ·
2010 ·
2011 ·
2012 ·
2013 ·
2014 ·
2015 ·
2016 ·
2017 ·
2018 ·
2019 · 
2020 · 
2021 ·
2022 ·
2023 ·
2024

 ISU-kampioenschappen

WK kunstschaatsen junioren ·
EK kunstschaatsen ·
Viercontinentenkampioenschap ·
Olympische Spelen